# Β-葡聚糖

纤维素是一种较为常见的β-葡聚糖，分子中糖苷键类型为β-1,4-糖苷键

β-葡聚糖是指由β-葡萄糖通过β-糖苷键聚合形成的聚糖，多数的β-葡聚糖分子内糖苷键类型均为β-1,3-糖苷键或β-1,6-糖苷键。β-葡聚糖最早发现于地衣中。一部分β-葡聚糖对人类健康有益。已有研究证据表明，通过β-1,3-糖苷键聚合而成的β-葡聚糖能强化哺乳动物的先天免疫系统。1997年，FDA认可了成人每天应至少摄入3克β-葡聚糖的建议。
纤维素在化学意义上是较为常见的β-葡聚糖，但是内含β-1,4-糖苷键，没有其他β-葡聚糖的效果，因此营养学意义上不计入。可能有β-1,3-连结对于这些效果比较重要。考虑到这点，营养学的“β-葡聚糖”概念一种更加严格的叫法是：β-1,3-葡聚糖。
| 来源（例子）         | 主链结构 | 支链结构     | 水溶性 |
| -------------------- | -------- | ------------ | ------ |
| 细菌（热凝胶多糖）   |          | 无           | 不可溶 |
| 真菌（灵芝为例）     |          | 短支链 β-1,6 | 不可溶 |
| 真菌（酵母细胞壁）   |          | 长支链 β-1,6 | 不可溶 |
| 谷类（燕麦β-葡聚糖） |          | 无           | 可溶   |

不可溶的葡聚糖可以通过一些化学修饰转化为可溶形式。